# Cowtown Hustler

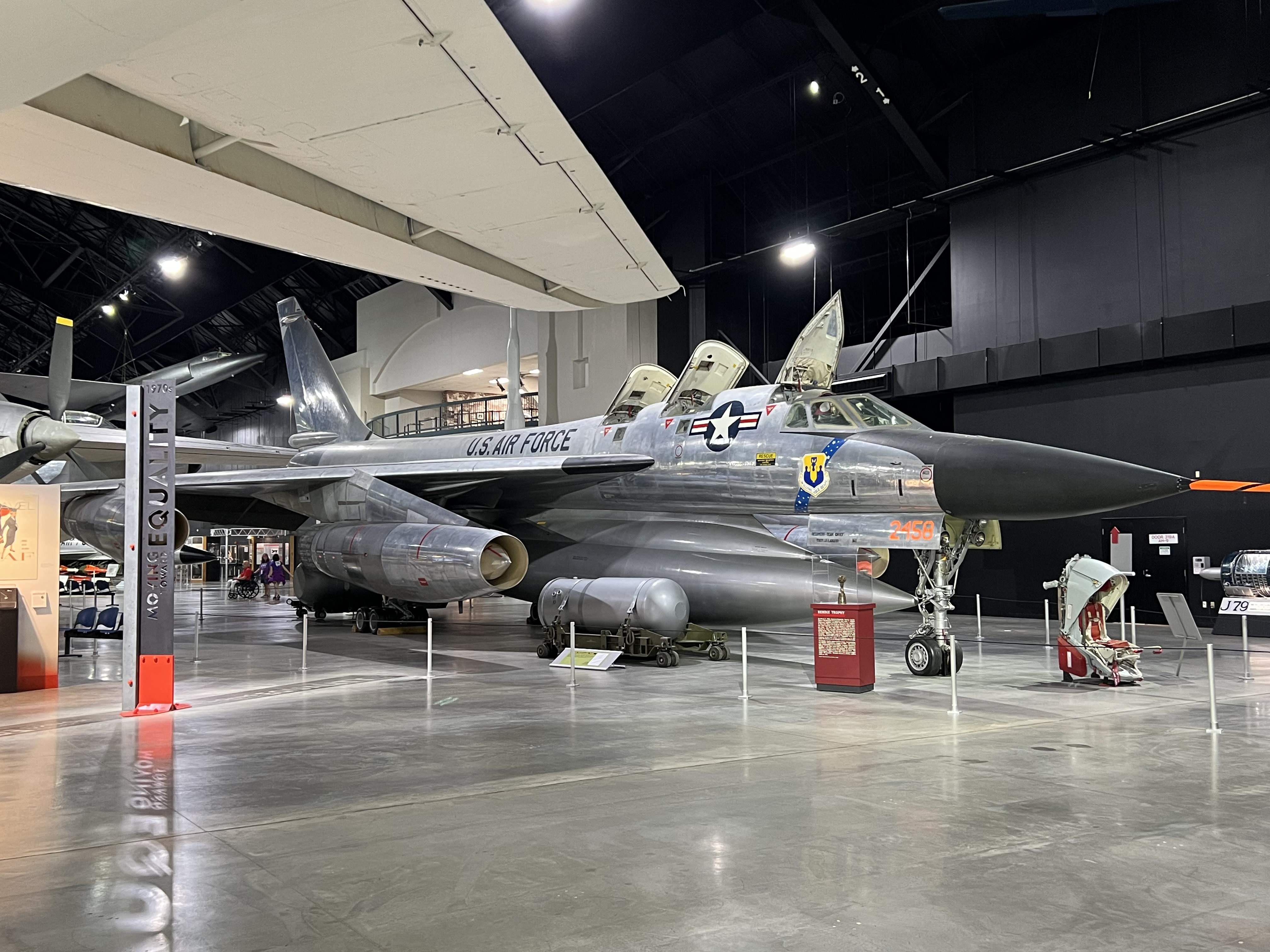
„Cowtown Hustler“ vystavený v muzejní expozici

Cowtown Hustler je jméno amerického nadzvukového strategického bombardéru Convair B-58A-10-CF Hustler (sériové číslo 59-2458), provozovaného Letectvem Spojených států amerických. Dne 5. března 1962 tento letoun uskutečnil transkontinentální přelet Spojených států amerických z Los Angeles do New Yorku a zpět (od pobřeží k pobřeží), při kterém vytvořil tři rekordy platné ještě v roce 2025. Po vyřazení byl letoun zachován. Je vystaven v muzeu Národní muzeu Letectva Spojených států amerických.

## Operace Heat Rise

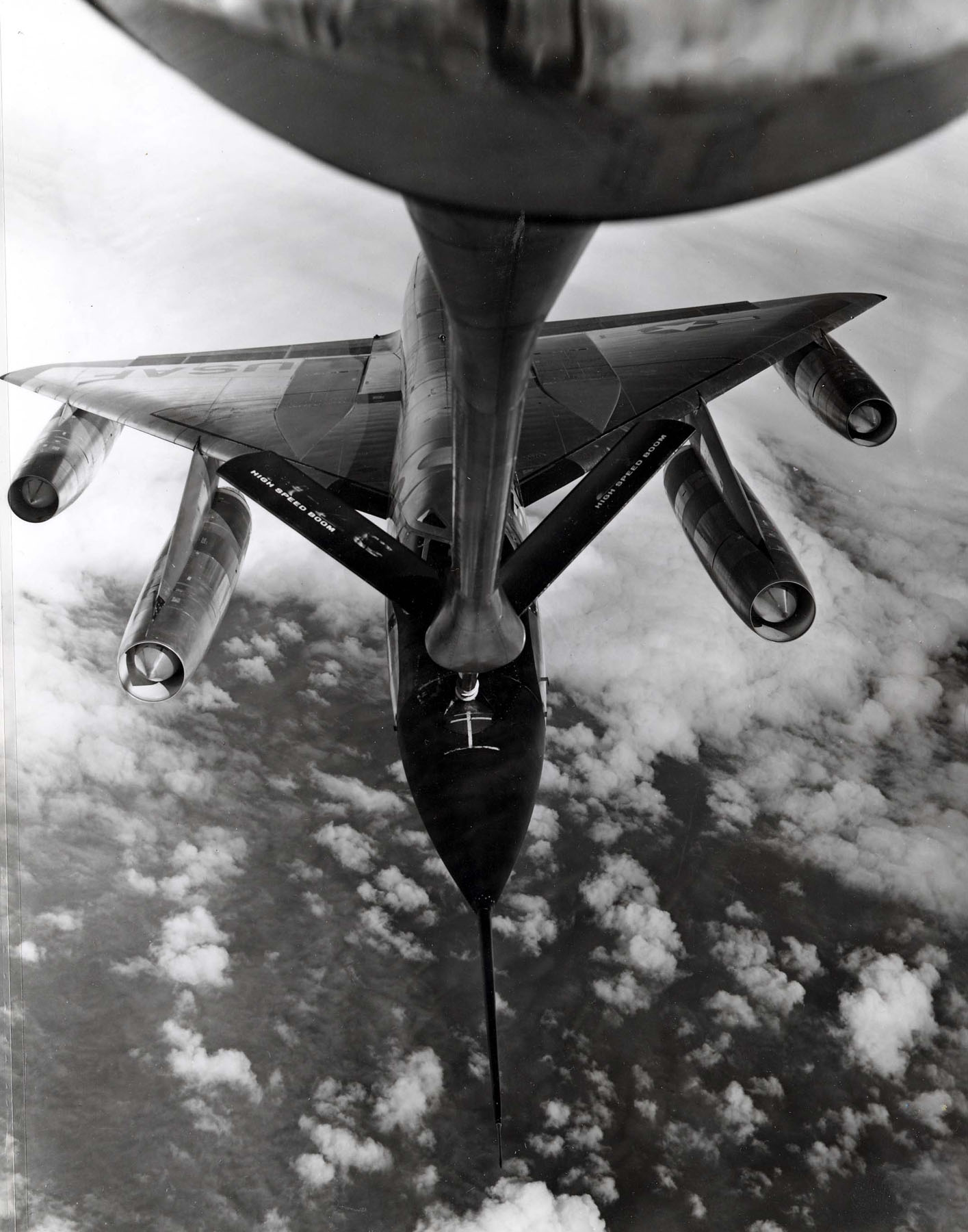
Convair B-58A Cowtown Hustler doplňuje palivo nad Kansasem v průběhu operace Heat Rise

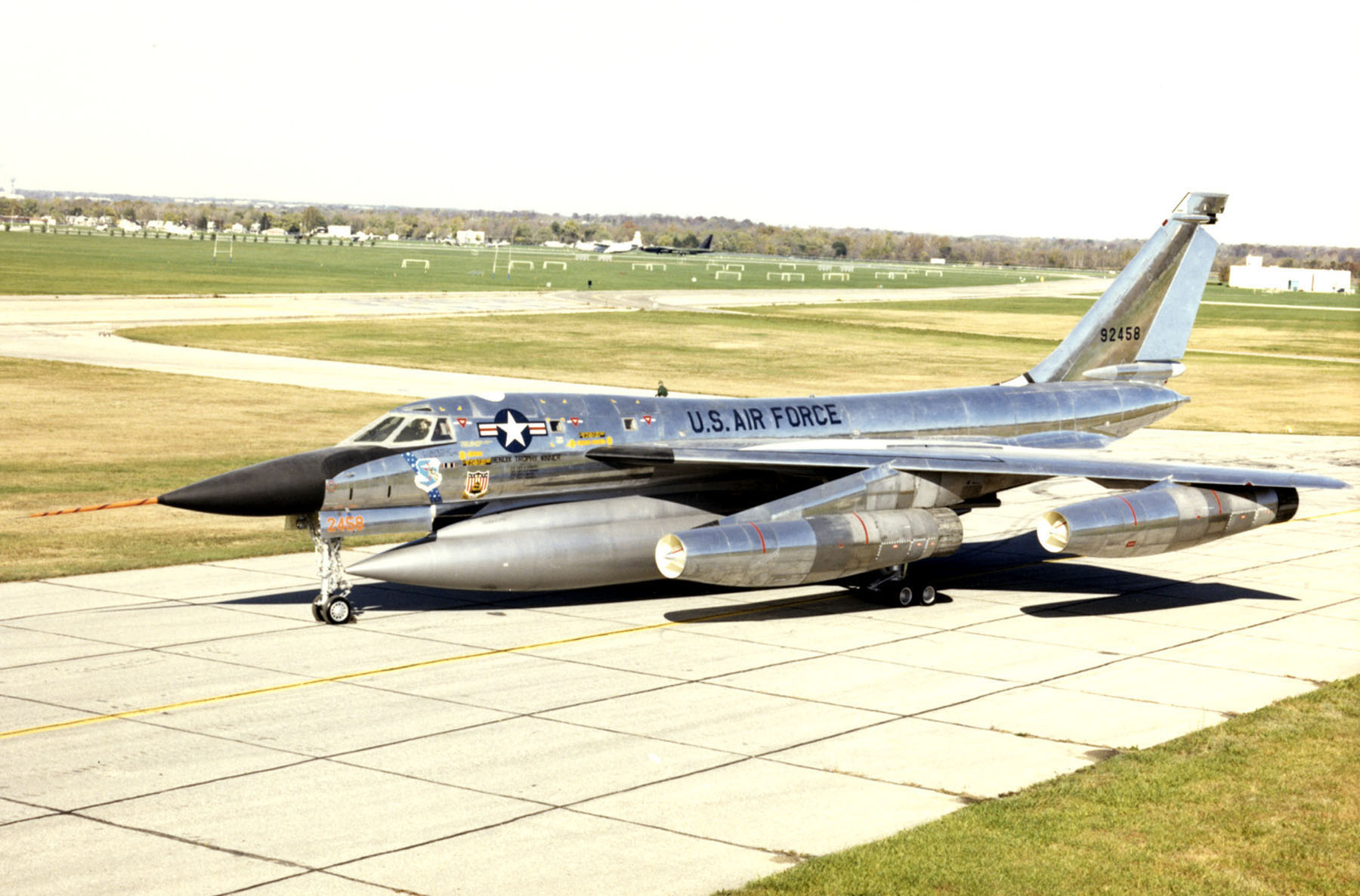
B-58A Cowtown Hustler po rekordním letu. Na boku má nápis „Bendix Trophy Winner“.

V pondělí 5. března 1962 byly do pokusu o transkontinentální přelet Spojených států amerických vyslány dva bombardéry Convair B-58A Hustler z 65. bombardovací perutě 43. bombardovacího křídla (43rd Bomb Wing). Výběr tohoto typu nebyl náhodný, neboť B-58 byl historicky první nadzvukový bombardér. Jeden z letounů byl pojmenován „Cowtown Hustler“ (sériové číslo 59-2458). Jeho posádkou byli pilot Robert G. Sowers, navigátor Robert MacDonald a operátor obranných systémů John T. Walton (Defensive Systems Officer, DSO). Druhý Hustler byl označen „Tall Man Five-Six“. Pro přelet byly bombardéry vybaveny senzory sledujícími nárůst teploty potahu („Heat Rise“), což dalo název celé operaci.
Letouny vzlétly z Carswellovy letecké základny v Texasu. Nejprve zamířily na západ směrem na Los Angeles. U pobřeží Tichého oceánu doplnily palivo z tankovacího letounu KC-135A Stratotanker a poté zamířily na východ. Protože je nezachytil pozemní radar z Los Angeles, který tvořil vstupní bránu jejich trasy, musely se vrátit, dotankovat palivo a nástup na trasu zopakovat. Na druhý pokus se to podařilo a letouny pokračovaly ve výšce okolo patnácti kilometrů při rychlosti vyšší než 2 Machy. Řízení letového provozu do jejich trasy nepustilo jiná letadla. Nad státem Kansas letouny potřetí natankovaly palivo a poté ve výšce téměř čtrnáct kilometrů pokračovaly na New York, kam „Cowtown Hustler“ přiletěl po dvou hodinách a 58 sekundách s průměrnou rychlostí 1954 km/h. Druhý letoun byl o minutu pomalejší. Po průletu nad New Yorkem oba Hustlery pokračovaly nad Atlantik, aby počtvrté za letu natankovaly a poté se obrátily zpět na západ s cílem v Los Angeles. V této chvíli byl letoun „Tall Man Five-Six“ nucen odstoupit kvůli poruše. Naopak „Cowtown Hustler“ pokračoval v letu a nad Kansasem dotankoval popáté. Trasu z New Yorku do Los Angeles uletěl v čase 2:15:50 s průměrnou rychlostí 1741,00 km/h.
Celou trasu z Los Angeles do New Yorku a zpět „Cowtown Hustler“ uletěl v čase 4:41:14 s průměrnou rychlostí 1681 km/h. Celkem dosáhl tři americké národní rekordy v rychlosti nad uznanou tratí. Posádce poblahopřál náčelník štábu Velitelství strategického letectva generál Thomas S. Power. Zároveň každému z letců udělil Záslužný letecký kříž. Za transkontinentální přelet posádka získala rovněž ceny Bendix Trophy a Mackay Trophy za rok 1962. V roce 2025 byl jejich rekord stále platný.

## Další osud
Rekordní letoun „Cowtown Hustler“ byl v prosinci 1969 přelétnut na Wrightových–Pattersonovu leteckou základnu v Ohiu a následně vystaven v tamním Národním muzeu Letectva Spojených států amerických.